# Herzogin Elisabeth (Schiff, 1897)
Die Herzogin Elisabeth war ein Raddampfer und Expeditionsschiff der Neuguinea-Kompagnie.

## Geschichte
Die Herzogin Elisabeth wurde 1897 binnen sechs bis acht Wochen in Bremen auf der Werft Bremer Vulkan gebaut. Am 31. August 1897 fand die Probefahrt auf der Weser statt. Das Schiff war nach Elisabeth von Sachsen-Weimar-Eisenach benannt, der Ehefrau von Herzog Johann Albrecht, einem deutschen Kolonialpolitiker. Das Schiff wurde von der Neuguinea-Kompagnie für die Zweite Ramu-Expedition beschafft.
Der Antrieb erfolgte über ein Heckrad, das aus zehn Schaufeln bestand. Der Tiefgang war mit 0,4 Meter so bemessen, dass auch seichte Binnengewässer gefahrlos befahren werden konnten. Der Schiffskörper bestand aus Stahl mit verzinkten Außenhautblechen. Die Herzogin Elisabeth konnte zum Transport in fünf Segmente zerteilt werden. Im zusammengesetzten Zustand bildeten die fünf Segmente vier wasserdichte Schottwände, deren Zwischenräume separat gelenzt werden konnten. Die Aufbauten bestanden teilweise aus Teakholz. Über dem Hauptdeck befand sich auf eisernen Stützen ein zweites Deck aus Kiefernholz, das zugleich als durchgehendes Sonnendach diente. Der Steuerstand befand sich auf dem zweiten Deck vor dem Schornstein. Er war gegen Pfeile und Speere mit einem Gitter geschützt. Am Bug und Heck des Schiffes waren drehbare Laternen mit Parabolspiegeln montiert, mit denen bei Dunkelheit oder Nebel das Fahrwasser beleuchtet werden konnte. Die Ladungskapazität war so ausgelegt, dass vier Europäer und bis zu 60 einheimische Arbeiter mit Verpflegung für 200 Tage befördert werden konnten.
Die Bootssegmente wurden nach Singapur verschifft und von dort mit der Stettin nach Friedrich-Wilhelmshafen (Neuguinea) transportiert. Am 14. September 1897 erfolgte der Transport des Dampfkessels und der Maschine ab Bremen auf der Johann Albrecht nach Neuguinea. Über Gibraltar, Algier, Port Said, Suez, Aden, Colombo und Surabaya erreichten die Antriebskomponenten am 21. November 1897 Friedrich-Wilhelmshafen. Dort wurde das Schiff auf Anweisung des Expeditionsleiters, Ernst Tappenbeck, zusammengesetzt und die Mannschaft in ihre Aufgaben eingewiesen. Das hölzerne Deckshaus und die Unterkünfte wurden erst in Neuguinea gebaut.
Für die Ramu-Expedition von 1898 erhielt die Herzogin Elisabeth eine internationale Besatzung, zu der ein Steuermann aus Singapur, ein chinesischer Maschinist, ein Heizer und zehn melanesische Seeleuten zählten. Am 3. April 1898 verließ die Expedition mit den Schiffen Johann Albrecht und Herzogin Elisabeth sowie einer Dampfpinasse der Stettin im Schlepp Friedrich-Wilhelmshafen. Am 7. April liefen sie in die Elisabeth-Bucht ein und am 12. April erreichte der kleine Verband die Bucht Prinz-Adalberthafen. Hier blieb die tiefbordige Herzogin Elisabeth aufgrund zu schwerer See zurück, während die Johann Albrecht zur Mündung des Ramu weiterfuhr. Da das Schiff wegen des niedrigen Wasserstandes nicht weit genug flussaufwärts fahren konnte, kehrte die Johann Albrecht um. Sie sollte die Herzogin Elisabeth nachführen, erlitt aber im Mai 1898 Schiffbruch. Erst Ende August 1898 erreichte schließlich auch die Herzogin Elisabeth den Ramu und konnte den Fluss 310 Kilometer aufwärts befahren. Als Ergebnis der Expedition wurden eine Station gegründet, der Ramu und seine Nebenflüsse kartiert und eine botanische Sammlung angelegt.
Bis ins Jahr 1901 war die Herzogin Elisabeth auf dem Ramu im Einsatz. Sie stellte die Verbindung zwischen Entdeckern und Goldsuchern am oberen Ramu und der Station Ramumünde an der Bismarcksee her. Im November 1901 lief sie auf dem Ramu gegen Gehölz unterhalb der Wasserlinie und wurde dabei beschädigt. Reparaturversuche scheiterten und das Wrack wurde auf einer Schlammbank zurückgelassen.